# Ri d'Olon
 (mai 2014).
Le Ri d'Olon ou Ruisseau d'Olon est un petit cours d'eau du département de l'Isère proche de Voiron, affluent de rive droite de la Mayenne laquelle se jette elle-même dans la Morge, affluent de l'Isère.

## Géographie
De 10,7 km de longueur, le Ruisseau d'Olon prend source entre les lieux-dits Chassagne et Champ Picheron, au nord-ouest de la commune de Saint-Cassien, à 350 m d'altitude.
Sur la commune de Réaumont, il passe près de la source du Rochal et traverse le Bois d'Olon. Il disparaît au nord de Vourey, à 205 m d'altitude et réapparaît au sud sous le nom de la Rigole qui rejoint peu après la Mayenne.

## Communes traversées
Dans le seul département de l'Isère, le ruisseau d'Olon traverse cinq communes :
- Saint-Cassien (source), Moirans, Réaumont, Charnècles, Vourey (confluence).

## Affluent
le Ruisseau d'Olon n'a pas d'affluent référencé
Le rang de Strahler est donc de un.

## La Mayenne
La Mayenne est un petit affluent de la Morge : 3,9 km.
Il traverse trois communes :
- Vourey (source), Moirans, Saint-Quentin-sur-Isère (confluence).

La Mayenne a un seul affluent référencé : le Ruisseau d'Orlon et son rang de Strahler est donc de deux.
Géoportail, lui donne un autre affluent droit : la Rigole 2,4 km.